# Nižnedevickij rajon
Il Nižnedevickij rajon (in russo Нижнедевицкий район?) è un rajon dell'Oblast' di Voronež, in Russia; il capoluogo è Nižnedevick. Istituito nel 1928, ricopre una superficie di 1.240 km².